# Condor Voyager
Die Condor Voyager ist ein Katamaran von Brittany Ferries. Das Schiff fährt in Charter von Condor Ferries zwischen Poole bzw. Saint-Malo und den Kanalinseln.

## Geschichte
Das Schiff wurde 2000 von Incat in Australien gebaut. Der Stapellauf fand am 29. Juli, die Fertigstellung Anfang August des Jahres statt.
Das Schiff wurde im Rahmen des olympischen Fackellaufs im Vorfeld der Olympischen Spiele 2000 in Sydney genutzt, indem es die Fackel nach Tasmanien brachte. Während der Olympischen Spiele wurde es von der Australian Trade Commission in Sydney als Konferenzzentrum genutzt.
Von November 2000 bis Juli 2003 fuhr das Schiff als The Lynx in Charter des neuseeländischen Unternehmens Tranz Rail, das es zwischen Wellington und Picton einsetzte.
Ende 2004 wurde das Schiff an Brittany Ferries verchartert und in Normandie Express umbenannt. Auf der Überführungsreise von Australien nach Frankreich brachte es Hilfsgüter für die vom Tsunami am 26. Dezember betroffenen Menschen nach Indonesien. Darüber hinaus hatte es die Yacht Sill et Voilia an Bord, die während der „Vendée Globe“-Regatta beschädigt worden war.
Brittany Ferries setzte das Schiff zunächst zwischen Portsmouth und Caen bzw. Portsmouth und Cherbourg ein und übernahm damit die Strecken, die bis Ende 2004 von P&O Ferries bedient worden waren. Im März 2007 wurde das Schiff an ein zu Brittany Ferries gehörendes Unternehmen verkauft. Bis 2019 nutzte Brittany Ferries das Schiff im Sommerhalbjahr auf verschiedenen Strecken über den Ärmelkanal. Aufgrund der COVID-19-Pandemie wurde der Dienst 2020 nicht wieder aufgenommen. Das Schiff wurde Anfang 2021 an Condor Ferries verchartert. Das in Condor Voyager umbenannte Schiff verkehrt zwischen Poole bzw. Saint-Malo und den Kanalinseln.

## Technische Daten und Ausstattung
Der Antrieb erfolgt durch vier Zwanzigzylinder-Dieselmotoren des Herstellers Ruston (Typ: 16RK270) mit jeweils 7.080 kW Leistung. Die Propulsion erfolgt durch vier Wasserstrahlantriebe. Das Schiff erreicht eine Geschwindigkeit von 40 kn. Für die Stromerzeugung stehen vier Caterpillar-Dieselgeneratoren (Typ: 3406B) mit jeweils 240 kW Leistung (Scheinleistung: 300 kVA) zur Verfügung.
Antriebsmotoren und Generatoren sind in den beiden Rümpfen des Katamarans untergebracht. Im Backbord- und Steuerbordrumpf befinden sich je zwei Wasserstrahlantriebe.
Das Schiff verfügt über zwei Decks sowie dem auf dem oberen Deck aufgesetzten Steuerhaus. Das untere Deck ist das Fahrzeugdeck. Im Fahrzeugdeck sind neun zusätzliche, höhenverstellbare Autodecks eingehängt, so dass das Fahrzeugdeck dem jeweiligen Bedarf an Fahrzeugstellplätzen angepasst werden kann. Auf dem Autodeck stehen 380 Spurmeter für Lkw mit 3,1 m Breite und 4,3 m Höhe sowie 360 Spurmeter für Pkw mit 2,3 m Breite und 2,1 m Höhe zur Verfügung. Die Nutzung der höhenverstellbaren Autodecks ermöglicht variable Aufteilungenen des Autodecks, so dass bei ihrer vollständigen Nutzung 260 Pkw Platz finden. Alternativ ist die Beförderung von 12 Lkw und 180 Pkw oder 24 Lkw und 85 Pkw möglich. Das Fahrzeugdeck wird über eine Rampe am Heck des Schiffes be- und entladen.
Oberhalb des Fahrzeugdecks befindet sich das Passagierdeck. Es ist vom Fahrzeugdeck aus über Treppen im Heck- und eine Rampe im Bugbereich zugänglich. Auf dem Passagierdeck befinden sich auf beiden Seiten Sitzreihen für die Passagiere. Dazwischen befinden sich Bereiche u. a. mit Tischplätzen, Bars und einer Boutique. Auf dem Passagierdeck befinden sich auf beiden Seiten Zugänge für Passagiere, die ohne Fahrzeug reisen. Am Heck befindet sich ein kleines Außendeck.
Das Schiff ist mit dem T-Flossen-System ausgestattet, das bei schwerer See die Seegangseigenschaften des Schiffes verbessern und den Passagieren eine ruhigere Überfahrt ermöglichen soll. Die T-Flossen sind einziehbar, so dass sie nur bei Bedarf zum Einsatz kommen.